# Ergasilus atafonensis
Ergasilus atafonensis is een eenoogkreeftjessoort uit de familie van de Ergasilidae. De wetenschappelijke naam van de soort is voor het eerst geldig gepubliceerd in 1997 door Amado & Rocha.